# Тетрацианоплатинат(II) кальция
Тетрацианоплатинат(II) кальция — неорганическое соединение, 
комплексная соль металлов кальция, платины и синильной кислоты
с формулой Ca[Pt(CN)4],
кристаллы,
растворяется в воде,
образует кристаллогидрат — жёлтые кристаллы.

## Физические свойства
Тетрацианоплатинат(II) кальция образует кристаллы,
растворяется в воде.
Из водных растворов выделяется кристаллогидрат состава Ca[Pt(CN)4]•5H2O — жёлтые кристаллы
ромбической сингонии,
пространственная группа P 212121,
параметры ячейки a = 1,708 нм, b = 1,898 нм, c = 0,664 нм, Z = 8.